# Fiebre de Viña
Fiebre de Viña fue un programa de televisión chileno emitido por Chilevisión, realizado desde la terraza del Hotel Sheraton Miramar de Viña del Mar mientras se desarrolla el Festival Internacional de la Canción (en sus ediciones LII, LIII, LIV, LV, LVI, LVII, LVIII y LIX) llevado a cabo en dicha ciudad. El programa oficiaba de programa satélite del certamen, cubriendo las noches del evento y otros sucesos relacionados al mismo.
Este programa tuvo siete temporadas —en 2012 no se realizó puesto que Primer plano se transmitió todos los días—. 
En su primera temporada, en 2011, fue conducido por Francisca García-Huidobro y Yuri, quienes conversaban con diferentes invitados, incluyendo a los artistas del festival, además de música, humor, moda y farándula. En 2013, fue animado por Cristián Sánchez, Carolina de Moras y Américo y desde 2014, fue conducido por Francisca García-Huidobro y Julio César Rodríguez hasta 2018.

## Equipo

### Conducción
- Francisca García-Huidobro (2011, 2014-2018)
- Yuridia Valenzuela "Yuri" (2011)
- Cristián Sánchez (2013)
- Carolina de Moras (2013)
- Domingo Vega "Américo" (2013)
- Julio César Rodríguez (2014-2018)

### Panelistas
- Pablo Schilling (reportero) (2011)
- Nicole Moreno (modelo) (2011)
- Víctor Gutiérrez (periodista) (2011)
- Pamela Jiles (2017)
- José Miguel Viñuela (2017)
- Kika Silva (2018)
- Vasco Moulian (2018)
- Lisandra Silva (2018)
- Patricio Sotomayor (reportero) (2018)

## Invitados

### Temporada 2011
| Programa | Fecha                 | Invitados |
| -------- | --------------------- | --- |
| 1        | 18 de febrero de 2011 | Doña Maiga Dino Gordillo Nicole Moreno |
| 2        | 19 de febrero de 2011 | Victor Gutiérrez Carolina Parsons Jordi Castell Mauricio Flores Paty Cofré Pilar Ruiz Rodrigo Díaz Daniela Castillo Valentina Roth Mey Santamaría Eduardo Cruz-Johnson Katty Kowaleczko Juan Falcón |
| 3        | 20 de febrero de 2011 | Mauricio Flores Francesca Cigna Adriana Barrientos Felipe Avello Eva Gómez Rafael Araneda |
| 4        | 21 de febrero de 2011 | Virginia Reginato Óscar Gangas Carlos Baute Camila Silva Claudio Valdés Diego Álvarez Alejandro Ayún                                                                                                |
| 5        | 22 de febrero de 2011 | Dino Gordillo Alfredo Alonso Rodrigo Espinoza Jorge Alberti Víctor "Zafrada" Díaz Luis Véliz |
| 6        | 23 de febrero de 2011 | Américo Chayanne Marcela Vacarezza Óscar Gangas |
| 7        | 24 de febrero de 2011 | Rafael Araneda Felipe Avello Camila Silva Nicole Moreno Doña Maiga Mauricio Flores Victor Gutiérrez Alejandro Ayún                                                                                  |
| 8        | 25 de febrero de 2011 | Eva Gómez Coco Legrand Iván Zamorano María Alberó Noel Schajris Alejandro Sanz Los Jaivas |
| 9        | 26 de febrero de 2011 | Mauricio Flores Pilar Ruiz Paty Cofré Ricardo Meruane Carlos Baute |
| 10       | 27 de febrero de 2011 | Rafael Araneda Víctor Gutiérrez D-Niss Sebadilla |

### Temporada 2013
| Programa | Fecha                 | Invitados                                                                                        |
| -------- | --------------------- | ------------------------------------------------------------------------------------------------ |
| 1        | 23 de febrero de 2013 | Rafael Araneda Gloria Trevi                                                                      |
| 2        | 24 de febrero de 2013 | Daddy Yankee Chino y Nacho                                                                       |
| 3        | 25 de febrero de 2013 | Fusión Humor Julio César Rodríguez René Naranjo                                                  |
| 4        | 26 de febrero de 2013 | Los Atletas de la Risa Iván Zamorano María Alveró Carmen Gloria Arroyo Bernardo Borgeat La Noche |
| 5        | 27 de febrero de 2013 | Nancho Parra Murdock Miguel Bosé Natalia Cuevas                                                  |
| 6        | 28 de febrero de 2013 |                                                                                                  |
| 7        | 1 de marzo de 2013    | Murdock Américo se despide cantando                                                              |

### Temporada 2014
| Programa | Fecha                 | Invitados                       |
| -------- | --------------------- | ------------------------------- |
| 1        | 22 de febrero de 2014 |                                 |
| 2        | 23 de febrero de 2014 |                                 |
| 3        | 24 de febrero de 2014 |                                 |
| 4        | 25 de febrero de 2014 |                                 |
| 5        | 26 de febrero de 2014 |                                 |
| 6        | 27 de febrero de 2014 |                                 |
| 7        | 28 de febrero de 2014 | Francisca Lewin Patricio Torres |
| 8        | 1 de marzo de 2014    |                                 |